# Гиндин, Леонид Александрович
Леони́д Алекса́ндрович Ги́ндин (25 июля 1928 — 23 апреля 1994) — советский и российский филолог-классик, лингвист, палеобалканист. Изучал малые языки Балканского полуострова и Малой Азии в античный период.

## Биография
Окончил классическое отделение филологического факультета МГУ им. М. В. Ломоносова в 1952 году. Хотя Леонид Александрович получил диплом с отличием, из-за национального фактора не мог получить место преподавателя или научного сотрудника, и работал школьным учителем. С 1961 по 1970 год Л. А. Гиндин работал в Секторе этимологии и ономастики Института русского языка АН СССР, затем перешёл в Институт славяноведения и балканистики. В 1966 году защитил кандидатскую диссертацию «Язык древнейшего населения юга Балканского полуострова». В 1974 году — докторскую диссертацию «Древнейшая ономастика Восточных Балкан».
Был научным руководителем В. Э. Орла, В. Л. Цымбурского, Ю. Г. Криворучко.
В последние годы жизни итогом его совместной работы с В. Л. Цымбурским стали монографии «Население гомеровской Трои» (М., 1993) и «Гомер и история Восточного Средиземноморья» (М., 1996).
Умер в 1994 году. Похоронен на Ваганьковском кладбище.

## Основные работы

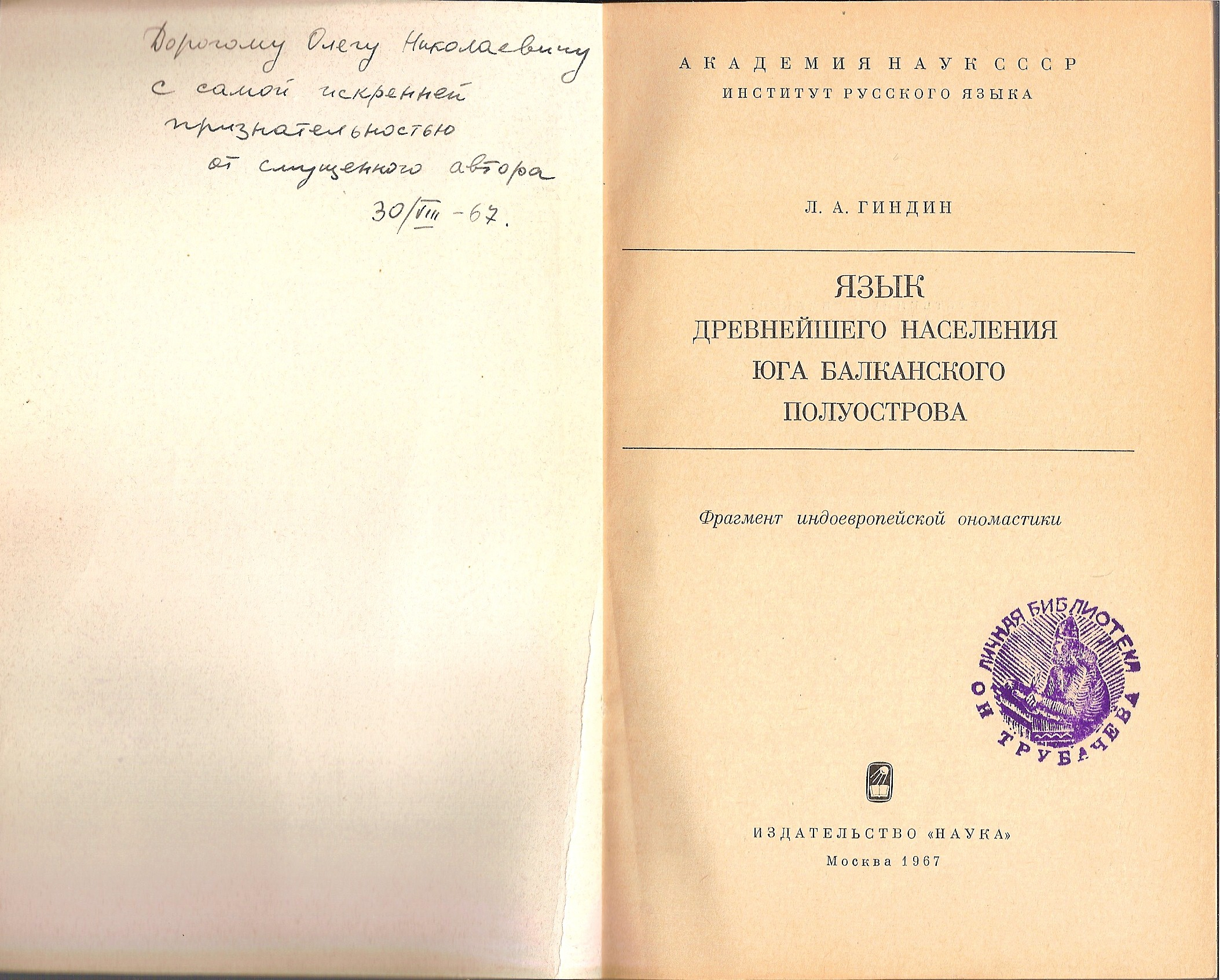
Экземпляр книги «Язык древнейшего населения юга Балканского полуострова» с дарственной надписью автора научному руководителю, О. Н. Трубачёву

- «Язык древнейшего населения юга Балканского полуострова» (М. 1967)
- L. A. Gindin, Pre-Greek etymology : an etymological analysis and survey of onomastic/toponomastic echoes of the pre-Greek Indoeuropeans of the eastern Mediterranean. // Translation of « ︠I︡Azyk drevneĭshego naseleni︠i︡a ︠i︡uga Balkanskogo poluostrova», Moskow, 1967. (Англ. перевод: «Язык древнейшего населения юга Балканского полуострова» (М. 1967)) [translator, Jack Chapline Vaughan, Sr.], 598 p. 1973
- «Древнейшая ономастика Восточных Балкан: Фрако-хетто-лувийские и фрако-малоазийские изоглоссы» (София, 1981)
- «Этногенез народов Балкан и Северного Причерноморья. Лингвистика, история, археология». Сб. ст. под ред. Л. А. Гиндина (М. 1984)
- Гиндин, Л. А., Цымбурский, В. Л. Античная версия исторического события, отражённого в KUB XXIII, 13 // Вестник древней истории : журнал. — Наука, 1986. — № № 1 (176). — С. 81-87.
- «Население гомеровской Трои» (совм. с В. Л. Цымбурским) (М. 1993)
- «Гомер и история Восточного Средиземноморья» (совм. с В. Л. Цымбурским) (М. 1996)
- L A Gindin, Troja, Thrakien und die Völker Altkleinasiens : Versuch einer historisch-philologischen Untersuchung. Innsbruck : Institut für Sprachwissenschaft der Universität, Innsbruck, 1999.